# Lake City (Colorado)
Lake City város az USA Colorado államában, Hinsdale megyében, melynek megyeszékhelye is. Lakosainak száma 432 fő (2020. április 1.).

## Népesség
A település népességének változása:
| Lakosok száma | 607  | 408  | 432  |
|               | 1890 | 2010 | 2020 |